# Rebelión afro-indígena de Santa Cruz de la Sierra
La Rebelión afro-indígena de Santa Cruz de la Sierra, también conocida como Rebelión de afroamericanos e indígenas, fue un intento fallido de levantamiento organizado por esclavos fugitivos, negros libres y grupos indígenas entre el 15 y el 20 de agosto de 1809 contra las autoridades coloniales españolas en la ciudad mencionada, situada en la Real Audiencia de Charcas, en la actual Bolivia. Este evento es conocido por demostrar las tensiones sociales y raciales en la América colonial en el contexto de los movimientos de independencia. Así mismo, es considerado un evento histórico producto de las revoluciones ocurridas meses antes en la Real Audiencia de Charcas, dentro de la época conocida como la guerra de la independencia.

## Antecedentes
Santa Cruz de la Sierra era una pequeña ciudad en la Real Audiencia de Charcas, dentro del Virreinato del Río de la Plata. En esta ciudad habían esclavos que vivían en domicilios de criollos ricos o en las haciendas de terratenientes, producto del comercio que entraba por el Perú y Buenos Aires o procedía de las colonias portuguesas del Brasil. Debido a la ausencia de villas y fuertes en la provincia de Chiquitos, en el lado español del río Paraguay, la frontera entre esta región y el Mato Grosso del imperio portugués era un lugar de fácil ingreso al dominio español para los esclavos que furtivamente salían del lado portugués.En algún momento, algunos llegaron hasta Santa Cruz de la Sierra, ubicada al oeste de la provincia de Chiquitos.
A principios del siglo XIX, la región experimentó una creciente inestabilidad debido a las invasiones napoleónicas en Europa y la subsiguiente crisis de legitimidad de la corona española. La situación política inestable influyó en las colonias, exacerbando los descontentos locales y fomentando ideales de independencia y emancipación. En 1809 se produjeron dos revoluciones significativas en la Audiencia de Charcas: la Revolución de Chuquisaca el 25 de mayo, y la de La Paz el 16 de julio. Estos eventos desestabilizaron la autoridad colonial en la región y también sirvió de ejemplo a otros grupos oprimidos, como los esclavos y los indígenas, a considerar la posibilidad de levantarse en busca de su propia libertad y derechos. Se considera que los rebeldes en Santa Cruz de la Sierra siguieron de cerca los acontecimientos políticos ocurridos en el territorio de la Real Audiencia de Charcas. El historiador boliviano José Manuel Aponte sugirió que es plausible que durante las reuniones preparatorias y clandestinas, los rebeldes compartieran sus experiencias de vida. Estos relatos incluían las adversidades y los ultrajes que enfrentaban debido a su estado de esclavitud o subyugación. Estas narraciones, probablemente exaltadas, servían para estimular y fortalecer su resolución de reclamar lo que consideraban su derecho legítimo.
Un documento colonial con el título "Volumen Nº 31 Expediente Nº 6 años 1809–1810" indica que un mulato libre llamado Melchor Florían fue el líder de la rebelión. Por otro lado, el historiador boliviano René Arze afirma en su libro "Participación popular en la independencia de Bolivia" que el mulato esclavo Franciscote fue el principal líder, seguido por Negret, esclavo del Subdelegado, y Anselmo, capitán de los negros, además de tres dirigentes mulatos, incluido Melchor Florían, y otros indígenas.

## Desarrollo
El levantamiento incluyó a afroamericanos libres, principalmente fugitivos de las plantaciones en la América portuguesa, así como esclavos fugitivos que escaparon en busca de libertad, e indígenas que enfrentaban explotación y altos tributos impuestos por las autoridades coloniales. Los conspiradores planearon tomar la ciudad en la madrugada del 20 de agosto de 1809, con el objetivo de apoderarse de la armería local y eliminar a la población blanca. La conspiración fue motivada en parte por rumores infundados de que el rey había liberado a los esclavos y había eximido a los indígenas de los tributos, fomentando esperanzas de libertad y justicia. Sin embargo, la conspiración fue descubierta el 15 de agosto de 1809, día de Nuestra Señora de la Asunta, por un esclavo que alertó a las autoridades coloniales, lo que permitió que se llevaran a cabo arrestos inmediatos y la ejecución o encarcelamiento de varios líderes, sofocando la rebelión antes de que pudiera materializarse.

## Consecuencias
La represión subsiguiente aumentó la vigilancia y el control sobre los grupos minoritarios en la región, reafirmando el poder colonial en Santa Cruz. Posteriormente, se llevó a cabo un juicio para investigar las causas y liderazgos del complot, bajo la supervisión del gobernador subdelegado Antonio Seoane de los Santos. Durante el proceso, se revelaron los detalles de la planificación que incluían la intención de asesinar a autoridades locales y tomar control de la ciudad, utilizando armamento compuesto por un cañón y armas blancas. Adicionalmente, el juicio buscaba examinar el impacto de la inmigración de súbditos portugueses, cuya presencia estaba vinculada a desórdenes y otras actividades criminales según las autoridades locales. La documentación del juicio también indica que algunos de estos inmigrantes habían servido previamente como soldados para España, y buscaban protección del gobierno local frente a amenazas de ser devueltos a Brasil. Finalmente, el juicio en la Audiencia de Charcas no sólo buscó castigar a los involucrados sino también prevenir futuros levantamientos, al tiempo que gestionó la influencia y las tensiones generadas por la presencia portuguesa en la región.
En un artículo del historiador boliviano, Juan Edmundo Arze, se menciona que luego de la aprehensión de los rebeldes, los fugitivos huyeron de la cárcel, armándose con algunos fusiles y lanzas. Estos asaltaron varias haciendas, incitando a negros esclavos e indígenas a unirse a ellos, lo que llevó a los indígenas de la Misión de Porongo y otras áreas cercanas a sumarse al levantamiento. En respuesta, el subdelegado de Santa Cruz de la Sierra ordenó una guardia constante en la ciudad, desplegó dos compañías para su defensa y envió otras en busca de los fugitivos, que se habían movido a una distancia de cuatro leguas hacia localidades como Porongo, Bibosi, Buena Vista, San Carlos, Santa Rosa y Tocomochi.
En diciembre de 1809, el proceso para desmantelar la conspiración aún estaba en curso, enfrentando significativa resistencia en áreas boscosas y pueblos remotos. Varios conspiradores fueron ejecutados, mientras que otros fueron encarcelados y enviados a la Audiencia de Charcas, en la ciudad de Chuquisaca (actual Sucre). Algunos lograron escapar hacia las áreas boscosas o permanecieron rondando cerca de la ciudad. El fracaso de la rebelión evidenció las profundas fracturas y la injusticia dentro del sistema colonial, alimentando el descontento que finalmente contribuiría a futuras revueltas y a las luchas por la independencia en toda América Latina.